# AMD 마이크로프로세서 목록
이 문서는 어드밴스트 마이크로 디바이시스 (AMD) 마이크로프로세서의 목록이다. 세대 및 출시 연도 순으로 정렬되어 있다.

## AMD 기원 아키텍처

### Am2900시리즈 (1975)
- Am2901 4-비트 슬라이스 ALU (1975)
- Am2902 룩-어헤드 캐리 제네레이터
- Am2903 4비트 슬라이스 ALU, w/ 하드웨어 곱셈기
- Am2904 스테이터스 앤드 시프트 컨트롤 유닛
- Am2905 버스 트랜시버
- Am2906 버스 트랜시버 w/ 패리티
- Am2907 버스 트랜시버 w/ 패리티
- Am2908 버스 트랜시버 w/ 패리티
- Am2909 4비트 슬라이스 어드레스 시퀀서
- Am2910 12비트 어드레스 시퀀서
- Am2911 4비트 슬라이스 어드레스 시퀀서
- Am2912 버스 트랜시버
- Am2913 프라이어리티 인터럽트 익스팬더
- Am2914 프라이어리티 인터럽트 컨트롤러

### 29000 (29K) (1987-95)
- AMD 29000 (즉, 29K) (1987)
- AMD 29005 (기능상) MMU, BTC 제외하고 위와 동일
- AMD 29027 FPU
- AMD 29030
- AMD 29050 w/ 온칩 FPU (1990)
- AMD 292xx 임베디드 프로세서

## 비 x86 아키텍처 프로세서

### 2차 공급자 (1974)
Am9080

### 2차 공급자 (1982)
Am29X305 (Signetics 8X305의 2차 공급자)

### ARM기반 옵테론 프로세서 (2016)
AMD 옵테론 A1100 시리즈

## x86 아키텍처 프로세서

### 2차 공급자 (1979-91)
(2차 공급자 X86 프로세서. 인텔과의 계약 하에 생산됨)
- 8086
- 8088
- 인텔 80286 (2차 공급자 80286)

### Amx86 시리즈 (1991-95)
- Am386 (1991)
- Am486 (1993)
- Am5x86 (1995)

### K5 아키텍처(1995)
- AMD K5 (SSA5/5k86)

### K6 아키텍처(1997-2001)
- AMD K6 (NX686/Little Foot) (1997)
- AMD K6-2 (Chompers/CXT)
  - AMD K6-2-P (Mobile K6-2)
- AMD K6-III (Sharptooth)
  - AMD K6-III-P
- AMD K6-2+
- AMD K6-III+

### K7 아키텍처(1999-2005)
- 애슬론 (슬롯 A) (Argon, Pluto/Orion, Thunderbird) (1999)
- 애슬론 (소켓 A) (Thunderbird) (2000)
- 듀론 (Spitfire, Morgan, Applebred) (2000)
- 애슬론 MP (Palomino, Thoroughbred, Barton, Thorton) (2001)
- 모바일 애슬론 4 (Corvette/Mobile Palomino) (2001)
- 애슬론 (Palomino, Thoroughbred (A/B), Barton, Thorton) (2001)
- 모바일 애슬론 XP (Mobile Palomino) (2002)
- 모바일 듀론 (Camaro/Mobile Morgan) (2002)
- 셈프론 (Thoroughbred, Thorton, Barton) (2004)
- 모바일 셈프론

## x86-64 아키텍처 프로세서

### K8 코어 아키텍처
K8 시리즈 (2003-)
- 옵테론 (SledgeHammer) (2003)
- 애슬론 64 FX (SledgeHammer) (2003)
- 애슬론 64 (ClawHammer/Newcastle) (2003)
- 모바일 애슬론 64 (Newcastle) (2004)
- 애슬론 XP-M (Dublin) (2004) 참고: X86-64 비활성화
- 셈프론 (Paris) (2004) 참고: X86-64 비활성화
- 애슬론 64 (Winchester) (2004)
- 튜리온 64 (Lancaster) (2005)
- 애슬론 64 FX (San Diego) (1st half 2005)
- 애슬론 64 (San Diego/Venice) (1st half 2005)
- 셈프론 (Palermo) (1st half 2005)
- 애슬론 64 X2 (Manchester) (1st half 2005)
- 애슬론 64 X2 (Toledo) (1st half 2005)
- 애슬론 64 FX (Toledo) (2nd half 2005)
- 튜리온 64 (Taylor) (1st half 2006)
- 애슬론 64 X2 (Windsor) (1st half 2006)
- 애슬론 64 FX (Windsor) (1st half 2006)
- 애슬론 64 X2 (Brisbane) (2nd half 2006)
- 애슬론 64 (Orleans) (2nd half 2006)
- 셈프론 (Manila) (1st half 2006)
- 셈프론 (스파르타)
- 옵테론 (Santa Rosa)
- 옵테론 (Santa Ana)
- 모바일 셈프론

### K10 코어 아키텍처
K10 시리즈 CPUs (2007-)
- 옵테론 (Barcelona) (10 September 2007)
- Phenom FX (Agena FX) (Q1 2008)
- Phenom X4 (9-시리즈) (Agena) (19 November 2007[1])
- Phenom X3 (8-시리즈) (Toliman) (April 2008[2])
- 애슬론 6-시리즈 (Kuma) (February 2007[3])
- 애슬론 4-시리즈 (Kuma) (2008)
- 애슬론 64 X2 (Rana) (Q4 2007)
- 셈프론 (스피카)
- 옵테론 (Budapest)
- 옵테론 (Shanghai)
- 옵테론 (Magny-Cours)
- 페넘 II (X4 in January 8, 2009, X6 in April 27, 2010)
- 애슬론 II
- 튜리온 II (Caspian) 기타 정보

K10 시리즈 APUs (2011-)
- Llano AMD 퓨전 (K10 코어 + 레드우드급 GPU) (Q2 2011)

### 불도저 모듈 아키텍처
불도저 시리즈 CPUs (2011-)
- Interlagos 옵테론 (불도저 코어) (Q4 2011)
- Zambezi (불도저 코어) (Q4 2011)
- Vishera (Piledriver 코어) (Q4 2012)
- (스팀롤러 코어) (Q1 2014)
- (Excavator 코어) (2015)

### 밥캣 코어 아키텍처
밥캣 시리즈 APUs (2011-)
- 온타리오 (밥캣 코어 + Cedar급 GPU) (Q1 2011)
- Zacate (밥캣 코어 + Cedar급 GPU) (Q1 2011)

### 재규어 코어 아키텍처
재규어 시리즈 APU (2013-)

### 젠 코어 아키텍처
젠 시리즈 CPU (2017–)
- 라이젠

## 같이 보기
- AMD CPU 마이크로아키텍처 목록